# Фредриксон, Отто
О́тто Хе́нрик Фре́дриксон (фин. Otto Henrik Fredrikson; 30 ноября 1981, Валкеакоски, Финляндия) — финский футболист, вратарь. Выступал в национальной сборной Финляндии.

## Карьера

### Клубная
Отто уроженец города Валкеакоски, что расположен на юго-западе современной Финляндии. В конце 1980-х годов Фредриксон вместе с семьёй жил в городке Штайнфурт, расположенном на западе ФРГ. Где принимал активное участие в выступлениях за молодёжную сборную города. После возвращения в Финляндию в 1990 году Отто выступал за молодёжную команду футбольного клуба «Хака». Оттуда он переехал в 1995 году в Оулу, где и начал профессиональную карьеру игрока, выступая в клубах низших лиг Финляндии «Оулун Луистинсеура» и «Терварит». После удачного выступления на молодёжном чемпионате мира 2001 года в Аргентине привлек к себе внимание скаутов немецкой «Боруссии» из Мёнхенгладбаха, за основную команду которой не провёл ни одного матча, за вторую команду провёл 15 матчей в Оберлиге. В январе 2004 года вернулся на родину, где на правах аренды играл за «Яро». В Вейккауслииге дебютировал 7 мая 2004 года в матче против «Хаки» (0:2). С момента своего дебюта, Отто был основным вратарем «Яро» и провёл за клуб 52 матча. В декабре 2005 года Отто расторг контракт с «Боруссией» и перебрался в норвежский «Лиллестрём». В норвежской лиге дебютировал 28 мая 2006 года в поединке с «Саннефьордом» (1:2). Вместе с «Лиллестремом» в 2007 году Отто стал обладателем кубка страны.
В феврале 2010 года перешёл в российский клуб «Спартак-Нальчик». Подписав с клубом из столицы Кабардино-Балкарии трёхлетний контракт. Дебютировал в чемпионате России 13 марта 2010 года в гостевом матче первого тура с «Анжи».

### В сборной
Выступал за сборные своей страны всех возрастов. В составе молодёжной команды был участником молодёжного чемпионата мира 2001 года в Аргентине. В национальной сборной дебютировал 29 мая 2008 года в товарищеском матче против Турции.

## Достижения
«Лиллестрём»
- Обладатель Кубка Норвегии: 2006/07

## Личная жизнь
Женат. Есть ребёнок. 22 мая 2012 года у Отто родилась дочка.

## Матчи за сборную Финляндии
| №  | Дата            | Оппонент    | Счёт | Пропущенные голы | Соревнование            |
| 1  | 29 мая 2008     | Турция      | 0:2  | 1                | Товарищеский матч       |
| 2  | 19 ноября 2008  | Швейцарии   | 0:1  | 1                | Товарищеский матч       |
| 3  | 12 августа 2009 | Швеция      | 0:1  | 1                | Товарищеский матч       |
| 4  | 18 января 2010  | Южная Корея | 0:2  | 2                | Товарищеский матч       |
| 5  | 3 марта 2010    | Мальта      | 2:1  | -                | Товарищеский матч       |
| 6  | 29 мая 2010     | Польша      | 0:0  | -                | Товарищеский матч       |
| 7  | 11 августа 2010 | Бельгия     | 1:0  | -                | Товарищеский матч       |
| 8  | 3 сентября 2010 | Молдавия    | 0:2  | 2                | Отборочный матч ЧЕ-2012 |
| 9  | 7 сентября 2010 | Нидерланды  | 1:2  | 2                | Отборочный матч ЧЕ-2012 |
| 10 | 17 ноября 2010  | Сан-Марино  | 8:0  | -                | Отборочный матч ЧЕ-2012 |
| 11 | 29 марта 2011   | Португалия  | 0:2  | 2                | Товарищеский матч       |
| 12 | 11 октября 2011 | Венгрия     | 0:0  | -                | Отборочный матч ЧЕ-2012 |
| 13 | 15 ноября 2011  | Дания       | 1:2  | -                | Товарищеский матч       |

Итого: 13 матчей / 11 голов пропущено; 3 победы, 2 ничьих, 8 поражений.
(откорректировано по состоянию на 16 ноября 2011)